# Svetlana Makarovič
Svetlana Makarovič, née le 1er janvier 1939 à Maribor, est une poétesse,  écrivaine, comédienne, illustratrice, et chanteuse yougoslave puis slovène.
Auteure pour adultes, jeunes et enfants, ses œuvres pour enfants sont devenues des classiques et occupent une place particulière dans l'histoire de la littérature de jeunesse en Slovénie. Makarovič est récipiendaire de nombreux prix. En français, quelques-uns de ses poèmes ont été publiés par des revues ou anthologies. Les Éditions franco-slovènes & Cie ont publié en 2017 son pamphlet polémique Putain de fumeurs, dans la traduction de Zdenka Stimac.  

## Biographie
Svetlana Makarovič est née dans une famille bourgeoise de riches commerçants. Le père Abdon (Ado) Makarovič est originaire de Trieste, venu à Maribor comme beaucoup de Slovènes qui ont fui le fascisme italien dans les années 1920. En 1934, il épouse Otilija Marija Kovačič. En 1941, la famille Makarovič qui compte trois enfants s'installe à Ljubljana. 
Svetlana Makarovič obtient un baccalauréat de puériculture, un diplôme de l'Académie de l'Académie de théâtre, radio, cinéma et télévision de Ljubljana en 1968. Svetlana Makarovič débute comme comédienne au Théâtre de la Ville, puis au Théâtre national Drama de Ljubljana. En même temps, elle poursuit les études des sciences humaines (psychologie, pédagogie, ethnologie) et apprend les langues étrangères. Elle joue du piano dans les cafés et travaille un temps comme secrétaire et comme enseignante pour enfants ayant des besoins spéciaux.
Elle publie ses premiers poèmes à partir de 1957 dans des magazines et les journaux tels que Naša sodobnost (1953-1963), Tribuna (1951–), Problemi (1972 et 1988), Perspektive (1960-1964), Sodobnost (1963–) et Dialogi. À partir de 1970, elle s'engage sur la voie de l'écrivaine indépendante et commence à publier des contes pour enfants.
Hormis la poésie et la prose, elle a écrit nombre de pièces radiophoniques et de spectacles de marionnettes, ainsi que des textes de théâtre pour adultes. Elle possède l'une des plus riches bibliographies parmi les auteurs slovènes (plus de 300 titres) et est connue également pour ses prises de position fermes et polémiques sur diverses questions de société. Au début des années 1970, sa poésie revêt des formes de plus en plus strictes, des ballades à l'humeur tragique (cf la sélection des chansons Bo žrl, bo žrt). Son apogée est atteinte avec le recueil Srčevec (1973) et l'anthologie Izštevanja (1977) (Encyclopédie de la Slovénie, 1992). Certaines de ses œuvres pour enfants ont été enregistrées sur cassette audio, lues et chantées par la voix de l'autrice (Boulangerie Mišmaš (1976), Sapramiška (1986), Čuk boom (1988), le Mali kakadu (1989), Sovica Oka (1992), et d'autres).
Le conte Sovica Oka a été produit en 1972 au Théâtre de marionnettes de Ljubljana. La pièce la plus jouée a été Sapramiška, à partir de 1986. Svetlana Makarovič participe à 31 spectacles.
Elle prend sa retraite en 1997. À la suite d'un AVC en 2012, elle vit dans la maison de retraite de Trnovo, réservée par décret par la ville de Ljubljana à des habitants méritoires. Elle est bénéficiaire d'une pension exceptionnelle en vertu des mérites particuliers dans le domaine de la culture, attribuée par le Ministère de la culture. En septembre 2015, son effigie a été ajoutée à la série de grands écrivains slovènes dans l'Allée de Levstikove arkade sur l'avenue de Slovénie (Slovenska cesta), artère principale de Ljubljana.
En 2021, elle est sélectionnée pour le prestigieux prix suédois, le Prix commémoratif Astrid-Lindgren.

## Prises de position
Svetlana Makarovič a claqué la porte de la Société slovène d'écrivains [Quand ?]. Elle critique les maisons d'édition en raison de l'exploitation des auteurs et plaide pour les droits sociaux des artistes. Elle interdit de publier ses poèmes dans des anthologies et des manuels d'école. Elle ne considère pas ses œuvres comme un bien national, disponible à tous, mais comme une propriété protégée de l'artiste, par opposition à la parole communiste sur les arts pour tous. Elle refuse de figurer dans l'anthologie des poétesses slovènes, arguant que le principal critère est de genre, non de qualité.
Svetlana Makarovič proteste souvent contre le rôle de l'Église catholique en Slovénie (cf. Certaines choses doivent être détestées). Elle a été accusée de discours de haine, mais les charges contre elle ont été rejetées.

## Vie personnelle
Un temps fiancée, elle a annulé son mariage au dernier moment,. Elle a longuement partagé sa vie avec le poète Gregor Strniša. Après plusieurs déménagements (Jurklošter, Bohinjska Bela, Ljubljana), elle a vécu seule, entourée de ses chats, dans la vallée de Poljanska.

## Publications
- Somrak - Crépuscule
- Kresna noč - La Nuit du Solstice (1968)
- Bo žrl, bo žrt (1998)
- Srčevec (1973)
- Izštevanja (1977)
- Samost - Solitudes
- Haramija (2005)
- Boulangerie Mišmaš (1974)
- Sapramiška (1976)
- Animaleries (1973)
- Mačja preja (1992)
- Un écureuil particulier (1994)
- Kuzma le Lutin obtient un prix (1974)
- Zofka la Sorcière (1989)
- Kosovirji
- Putain de fumeurs ! (2017)

Certaines de ses œuvres ont été incluses dans les programmes d'enseignement de la langue slovène à partir de 2011.

## Discographie
- La Nuit šansoni (1983)
- Dajdamski portraits (1998)
- À la Place des fleurs (1999)
- L'Absinthe de la femme (1999)

## Prix et distinctions
- Prix Prešeren (1976)
- Prix Jenko  (1994)
- Ordre de la Liberté (1999)
- Prix Prešeren (2000)
- Viktor (2002)
- Ordre du Mérite slovène (2009)
- Levstik Award  (2011)
- Sélection pour le Prix commémoratif Astrid-Lindgren 2021[3]